# آسفالت زیستی
آسفالت زیستی یک جایگزین آسفالت است که از منابع تجدیدپذیر غیرنفتی ساخته شده‌است.
این منابع شامل شکر، ملاس و برنج، نشاسته ذرت و سیب زمینی، صمغ درخت و صمغ طبیعی، لاستیک لاتکس طبیعی و روغن‌های گیاهی، لیگنین، سلولز، ضایعات روغن پالم، ضایعات نارگیل، ضایعات روغن بادام زمینی، ضایعات روغن کانولا، پساب خشک فاضلاب. همچنین می‌توان از ضایعات قیر تولیدی در کف برج‌های خلاء، در فرایند تصفیه روغن موتور فرسوده، که به‌طور معمول سوزانده می‌شوند یا در خاک دفن می‌شوند، ساخته شود.
چسب‌های بر پایه قیر غیرنفتی را می‌توان به صورت رنگی درآورد که می‌توان از آن در سطح جاده‌ها برای کاهش دمای سطح خیابان و جزایر گرمایی شهری استفاده کرد.

## نگرانی‌های مربوط به نفت، محیط زیست و گرما
به دلیل نگرانی‌ها در مورد نفت، آلودگی و تغییرات آب و هوایی و همچنین افزایش قیمت نفت از سال ۲۰۰۳، جایگزین‌های غیر نفتی محبوبیت زیادی پیدا کرده‌اند. این روند منجر به معرفی جایگزین‌های مبتنی بر قیر زیستی شده‌است که سازگارتر با محیط زیست و غیرسمی هستند.
برای میلیون‌ها نفری که در شهرها و اطراف آن زندگی می‌کنند، جزایر گرمایی شهری نگرانی فزاینده ای دارند. این پدیده باعث افزایش دمای شهری و برون‌شهری بین ۱ تا ۶ درجه سانتیگراد نسبت به مناطق روستایی مجاور آن می‌شود. افزایش دما می‌تواند جوامع را با افزایش اوج تقاضای انرژی، هزینه‌های تهویه مطبوع، آلودگی هوا و شیوع بیماری‌ها و مرگ و میر ناشی از گرما تحت تأثیر قرار دهد. با یک سری اقدامات می‌توان کاهش اثرات منفی جزایر گرمایی را عملیاتی کرد که از جمله آن جایگزینی سطوح جاده‌های آسفالت سیاه معمولی با قیر رنگدانه ای جدید که رنگ‌های روشن تری می‌دهد.

## تاریخچه و اجرا
آسفالت ساخته شده با چسب‌های مبتنی بر روغن نباتی توسط شرکت کولاس اس آ (Colas SA) در فرانسه در سال ۲۰۰۴ به ثبت رسید
تعدادی از صاحبان خانه که به دنبال جایگزین‌هایی برای آسفالت به صورت سازگار با محیط زیست هستند، پسماند روغن نباتی را به عنوان چسبنده برای راهروها و پارکینگ خانگی آزمایش کرده‌اند. اولین آزمایش در سال ۲۰۰۲ در اوهایو انجام شد، جایی که صاحب خانه روغن نباتی ضایعاتی را با سنگدانه‌های خشک ترکیب کرد تا مصالح سنگفرش کم هزینه و کم آلاینده را برای مسیر ۲۰۰ فوتی مدنظرش ایجاد کند. پس از پنج سال، او گزارش می‌دهد که این مسیر به خوبی یا بهتر از مواد نفتی عمل می‌کند.
شرکت نفت شل دو جاده عمومی در نروژ را در سال ۲۰۰۷ با آسفالت مبتنی بر روغن نباتی آسفالت کرد. نتایج این مطالعه هنوز در حال بررسی است.
شرکت هالیک آسفالت (HALIK Asphalts LTD) در اسرائیل از سال ۲۰۰۳ آزمایش ساخت جاده‌های بازیافتی را انجام داده‌است. این شرکت از ضایعات مختلفی مانند چربی‌ها و روغن‌های گیاهی، موم و الاستومرهای ترموپلاستیک برای ساخت و تعمیر جاده‌ها استفاده می‌کند. نتایج گزارش شده مورد ادعای این شرکت تا کنون رضایت بخش بوده‌است.
در ۶ اکتبر ۲۰۱۰، یک مسیر دوچرخه در دس موینس، آیووا، از طریق مشارکت بین دانشگاه ایالتی آیووا، شهرداری و شرکت اولو بیوانرژی (Avello Bioenergy Inc) با استفاده از آسفالت مبتنی بر روغن زیستی پوشانده شد. تحقیقات در مورد مخلوط آسفالتی که از گیاهان و درختان برای جایگزینی مخلوط‌های مبتنی بر نفت بدست می‌آید، در حال انجام است.
دکتر الهام اچ فینی، از دانشگاه ای اند تی (A&T) کارولینای شمالی، تحقیقاتی را که در مورد آسفالت زیستی از کودکی خود با موفقیت تولید کرده، راهبری کرده‌است.
از نوامبر ۲۰۱۴، دانشگاه و مرکز تحقیقات واگنینگن هلند، آزمایشی را در استان زیلاند هلند، با آسفالت زیستی که در آن قیر با لیگنین جایگزین شده‌است، اجرا می‌کند.
در سال ۲۰۱۵، محققان فرانسوی نتایج خود را در مورد استفاده از ریزجلبک‌ها به عنوان منبع مواد چسبناک آسفالت منتشر کردند.